# IC 1550
IC 1550 ist eine linsenförmige Galaxie vom Hubble-Typ S0 im Sternbild Andromeda am Nordsternhimmel. Sie ist schätzungsweise 272 Millionen Lichtjahre von der Milchstraße entfernt und hat einen Durchmesser von etwa 70.000 Lichtjahren.
Im selben Himmelsareal befindet sich u. a. die Galaxie NGC 11.
Das Objekt wurde am 22. Juni 1900 vom französischen Astronomen Stéphane Javelle entdeckt.